# Karen Donders
Karen Donders (30 juli 1983) is een Belgisch communicatiewetenschapper en VRT-directeur.

## Biografie
Van 1995 tot 2001 studeerde Karen Donders Latijn-wiskunde. Vervolgens behaalde ze tussen 2001 en 2005 een bachelor en master in de communicatiewetenschappen aan de Vrije Universiteit Brussel (VUB). Ze werd er in 2003 verkozen tot praeses van de PERSkring.
Van 2006 tot 2010 werkte Donders aan haar doctoraat. Ze doctoreerde (maxima cum laude) met haar proefschrift An Analysis of the Impact of European State Aid Policy on Public Service Broadcasting: Marginalisation or Revival as Public Service Media. Donders was in die periode ook verbonden aan de onderzoeksgroep Institute for European Studies.
Van oktober 2010 tot juli 2011 werkte Donders als raadgever op het kabinet van Vlaams minister van Media Ingrid Lieten.
Donders doceerde van 2011 tot 2021 aan de VUB. In het academiejaar 2012-13 was ze een jaar lang gastdocent aan de Universiteit Antwerpen. Ze was hoofd van het onderzoeksprogramma Media & Society van de onderzoeksgroep imec-SMIT.
In november 2020 keurde de raad van bestuur van de VRT de benoeming van Donders als directeur Publieke Opdracht goed. Eind 2021 werd ze er ook directeur Talent & Organisatie.
Donders adviseert overheidsinstanties en bedrijven waaronder de Europese Commissie.